# Канадсько-український дозвіл на екстрені поїздки
Канадсько-український дозвіл на екстрену поїздку (КУДЕП; англ. Canada-Ukraine Authorization for Emergency Travel, CUAET) — спеціальна урядова програма Канади введена 17 березня 2022 року після початку повномасштабного російського вторгнення в Україну.
Програма передбачає надання українцям і членам їхніх родин (зокрема, особам іншого громадянства) подовжений статус тимчасового резидента і дозволяє їм працювати, навчатися та перебувати в Канаді, допоки вони не зможуть безпечно повернутися на батьківщину.

## Опис
Заявники можуть отримати гостьову (типу V-1) мультивізу для тимчасового приїзду до Канади відкриту на строк до 10 років. Але при цьому перебувати у Канаді дозволено протягом трьох років після в'їзду (на відміну від звичайних відвідувачів, яким дозволено перебувати в Канаді до 6 місяців).
Кількість людей, які можуть подати заявку не обмежена. Заявку потрібно подати онлайн та, згодом, надати свої біометричні дані (відбитки пальців і фотографію). Однак, станом на 22 травня 2022 року, надати біометричні дані перебуваючи в Україні неможливо, оскільки київський офіс VFS Global зачинений через війну.

## Переваги програми
Подання на візу, збір біометричних даних та дозвіл на роботу надаються урядом Канади безкоштовно.
Окремі провінції і території Канади надають іншу підтримку учасникам програми. Зокрема, уряди Британської Колумбії та Онтаріо надають новоприбулим українцям доступ до провінційних медичних страхових програм MSP та OHIP з дня їхнього прибуття до Канади (без звичайного тримісячного періоду очікування). Манітоба оплачує медичне обстеження для приїжджих за програмою CUAET.
23 травня 2022 року було оголошено, що всі учасники програми КУДЕП зможуть отримати одноразову фінансову допомогу в рамках Канадсько-української ініціативи з переїзної допомоги (англ. Canada-Ukraine Transitional Assistance Initiative, CUTAI). Допомога становитиме 3000 канадських доларів для дорослих осіб (старших ніж 18 років) та 1500 — для дітей. Надаватиметься з 2 червня 2022 року.

## Історія програми
Кількість громадян України та постійних мешканців Канади українського походження, зафіксованих Агентством прикордонної служби Канади, які прибули до Канади в період з 1 січня 2022 по 1 січня 2023, становила 20 256 наземним транспортом і 119 838 — повітряним.
У період з 17 березня по 19 квітня через CUAET було отримано понад 163 тисячі заявок, з яких понад 56 тисяч було схвалено.
У період з 17 березня по 11 травня через CUAET було отримано 223 664 заявки, з яких 104 553 було схвалено.
У травні також було оголошено, що Уряд Канади організує для українців, які вже отримали дозвіл, три чартерні рейси з Варшави до Канади із забезпеченням житла на 14 днів по прильоту.